# Австралийски горски дракон
Австралийските горски дракони (Lophosaurus boydii) са вид средно големи влечуги от семейство Агамови (Agamidae).
Срещат се в екваториалните гори във Влажните тропици на Куинсланд в североизточна Австралия. Мъжките достигат 160 милиметра дължина на тялото, 485 милиметра дължина на тялото с опашката и 150 грама маса, а женските – 140 милиметра дължина на тялото, 420 милиметра дължина на тялото с опашката и 100 грама маса. Прекарват повечето време по дърветата и се хранят главно с безгръбначни.